# Marcello Pagliero
Marcello Pagliero ou, en France, Marcel Pagliero, né le 15 janvier 1907 à Londres et mort le 9 décembre 1980 à Paris, est un réalisateur, scénariste, acteur et producteur français d'origine italienne.
Il est un des sept scénaristes de Païsa nommés à l'Oscar du meilleur scénario original en 1950.

## Biographie
Fils d'un Génois et d'une Française, Marcello Pagliero passe ses sept premières années en Angleterre ; la famille revient en Italie en 1914, où il fait sa scolarité. Il fait ensuite des études de droit, puis travaille dans le journalisme comme critique littéraire et critique d'art. Après avoir collaboré à diverses revues et journaux, il se consacre au cinéma, d'abord comme traducteur de dialogues de films étrangers. À partir de 1940, il écrit des scénarios pour des films italiens d'assez faible envergure.
En 1943, il passe derrière la caméra, mais ses premiers essais de réalisateur ne sont pas très heureux ; il commence trois films, mais doit en abandonner deux pour manque de financement, et du fait de la détérioration de la situation militaire. Sur le plateau de Scalo merci, il fait la connaissance de Roberto Rossellini, qui devient un ami. En 1945, Rossellini lui donne le rôle principal masculin de Rome, ville ouverte, celui de l'ingénieur communiste Manfredi, chef de la Résistance. À la fin de 1945, avec Rossellini, Sergio Amidei, Klaus Mann, Federico Fellini, Alfred Hayes et Vasco Pratolini, il coécrit le scénario d'une autre œuvre majeure du néoréalisme, Païsa.
En 1946, il réalise son premier film, La nuit porte conseil - Rome ville libre (Roma città libera), écrit par Ennio Flaiano, Cesare Zavattini et Marcello Marchesi, interprété notamment par Vittorio De Sica et Valentina Cortese. Distribué seulement deux ans plus tard, ce film connaît un échec.
Après avoir interprété un rôle d'ingénieur dans le film de Carlo Ludovico Bragaglia, L'altra, il part en France, où il mène une carrière d'acteur dans des films dramatiques et dans des films noirs. En France, il est rebaptisé Marcel Pagliero et comparé à Jean Gabin. Il y poursuit sa carrière de réalisateur, dirigeant son film le plus important, Un homme marche dans la ville (1949), souvent considéré comme son chef-d'œuvre.
Il revient en Italie dans les années 1950 pour sa seule expérience théâtrale : en 1953 il met en scène, en collaboration avec Luciano Lucignani, une version de La Mandragore de Machiavel. En 1954-55, il réalise deux films dramatiques : Vestire gli ignudi et Vergine moderna ou des films d'aventure comme Chéri-Bibi. Après cela, il retourne définitivement en France où il dirige d'autres films qui rencontrent moins de succès, et apparaît par intermittence comme acteur jusqu'à son retrait, vers la fin des années 1960.

## Filmographie

### Producteur
- 1941 : Confessione
- 1941 : Le due tigri
- 1942 : Anime in tumulto
- 1943 : La danza del fuoco
- 1945 : Si chiude all'alba

### Scénariste
- 1941 : Confessione, de Flavio Calzavara
- 1941 : Le due tigri de Giorgio Simonelli
- 1942 : Anime in tumulto de Giulio Del Torre
- 1943 : La danza del fuoco de Camillo Mastrocinque
- 1945 : Si chiude all'alba de Nino Giannini
- 1945 : La gondola del diavolo, de Carlo Campogalliani
- 1946 : Païsa de Roberto Rossellini coécrit avec Sergio Amidei, Klaus Mann, Federico Fellini, Roberto Rossellini, Alfred Hayes et Vasco Pratolini
- 1946 : La nuit porte conseil - Rome ville libre (Roma città libera)
- 1946 : La Proie du désir (Desiderio)
- 1949 : Un homme marche dans la ville

### Réalisateur
- 1943 : 07... tassì (début du tournage uniquement, repris par Riccardo Freda et achevé par Alberto D'Aversa (it), sorti en 1946)
- 1944 : Brumes sur la mer (Nebbie sul mare) (coréalisation avec Hans Hinrich)
- 1946 : Rome ville libre (Roma città libera, sortie française en 1949)
- 1946 : La Proie du désir (Desiderio ; film commencé en 1943 par Roberto Rossellini sous le titre Scalo merci)
- 1949 : Un homme marche dans la ville
- 1951 : La Rose rouge
- 1951 : Les Amants de bras-mort, avec Robert Dalban, Nicole Courcel (scénario de Jacques Dopagne)
- 1952 : La Putain respectueuse, d'après la pièce de Jean-Paul Sartre
- 1954 : Vêtir ceux qui sont nus (Vestire gli ignudi) (Italie), d'après la pièce de Luigi Pirandello
- 1954 : Vierge moderne (Vergine moderna)
- 1954 : Destinées (Destini di donne), segment Elizabeth, la victime de la guerre
- 1955 : Chéri-Bibi
- 1956 : L'Odyssée du capitaine Steve (Walk Into Paradise) - coréalisateur : Lee Robinson
- 1961 : Vingt mille lieues sur la terre

#### Documentaires
- 1945 : Jours de gloire (Giorni di gloria) (documentaire sur le massacre des Fosses Ardéatines, coréalisé avec Luchino Visconti)
- 1951 : Azur (documentaire)

### Acteur
- 1945 : Rome, ville ouverte de Roberto Rossellini : Giorgio Manfredi (premier rôle masculin)
- 1947 : Les jeux sont faits de Jean Delannoy : Pierre Dumaine (premier rôle masculin)
- 1947 : L'altra (it), de Carlo Ludovico Bragaglia : l'ingénieur Andrea Venturi
- 1948 : Dédée d'Anvers d'Yves Allégret : Francesco (un capitaine de navire italien)
- 1948 : La Voix du rêve de Jean-Paul Paulin
- 1950 : Désordre, court-métrage documentaire de Jacques Baratier : lui-même
- 1953 : Tourbillon d'Alfred Rode : Julio Spoletti
- 1960 : Le Bel Âge de Pierre Kast : Steph
- 1961 : Les Mauvais Coups de François Leterrier : Luigi
- 1962 : Ton ombre est la mienne d'André Michel (acteur)
- 1963 : Symphonie pour un massacre, de Jacques Deray
- 1965 : Je vous salue mafia de Raoul Lévy
- 1965 : Nick Carter et le Trèfle rouge de Jean-Paul Savignac : Witt
- 1968 : Les Gauloises bleues de Michel Cournot : Gypsy Merchant
- 1969 : La Nuit bulgare de Michel Mitrani

### Télévision
- 1964 : Les Beaux Yeux d'Agatha de Pierre Cardinal : Étienne Badestamier
- 1968 : Affaire Vilain contre Ministère public de Robert Guez : Feldberg

## Distinctions
- 1948 : Ruban d'argent (Nastro d'argento) de la critique italienne pour Roma citta libera.
- 1950 : Nommé à l'Oscar du meilleur scénario original pour Païsa.